# Itoplectis leucobasis
Itoplectis leucobasis är en stekelart som beskrevs av Setsuya Momoi 1971. Itoplectis leucobasis ingår i släktet Itoplectis och familjen brokparasitsteklar. Inga underarter finns listade i Catalogue of Life.